# Luna (späckhuggare)

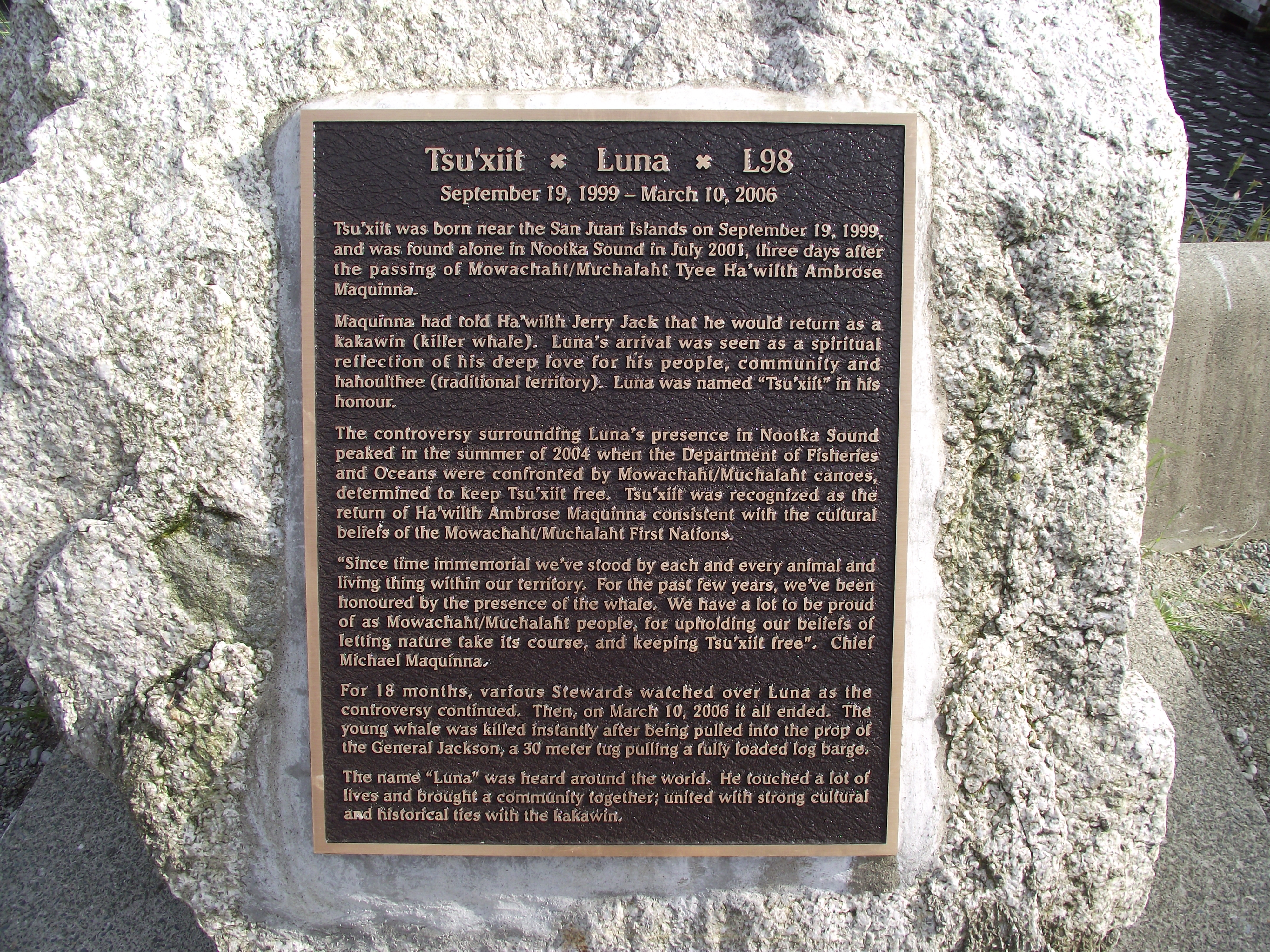
En minnestavla vid Muchalat Inlet, Nootka Sound.

Luna, även känd som L98 och Tsuux'iit, född 19 september 1999, död 10 mars 2006 i Nootka Sound, Kanada, var en späckhuggare som kom vilse från sin familj utanför Vancouver Island år 2001. Han började sedan söka sig till människor och härma ljud av bland annat motorbåt.
I juni 2004 försökte man fånga späckhuggaren och återföra honom till hans familj. Planen misslyckades med tanke på att en indianstam såg Luna som reinkarnation av en tidigare hövding. Under 2006 dödades späckhuggaren av en bogserbåt. Dokumentären The Whale, berättad av Ryan Reynolds, handlar om Lunas liv.